# Улица Наде Томић (Ниш)
Улица Наде Томић у Нишу је стамбено-пословна и институцијска улица у централном делу општине Медијана, између улице Вожда Карађођа и улице Николе Пашића.

## Називи улице
Муфтијски сокак — Улица српске краљице Драге — Улица Цара Николе — Улица Наде Томић. 
Улица је у народу била позната и као „Телеграфска улица” и „Поштанска улица”, због због зграде Српске поште и телеграфа која једно време била у овој улици.

## Историјски предуслови и настанак улице
Османлијска империја је Ниш први пут освојиле 1386. године, а коначно овладала њим 1428. године када је, према наводима Бертрандона де ла Брокијера, који је кроз Ниш прошао неколико година касније, његова тврђава била је разрушена.
Ниш је Осаманлијском царству био седиште кадилука и значајно раскршће трговачких путева, а по броју становника, јавним грађевинама и слабо развијеној трговини варошица.
У чаршији, на простору данашње Нишке тврђаве и око ње Османлије су основале прву муслиманску махалу, чиме је формирано урбано језгро новог насеља оријенталног типа. Део муслиманског џемата био је настањен у махали хаџи Балабана, која је била формирана у данашњој тврђави, око истоименог месџида.  Године 1498. уписана је и махала Ћуприбаша, која је, како се из самог имена види, формирана на почетку моста на Нишави на једном од улазу у Тврђаву. У то време, ово је била једна од три нишке махале настале на десној обали Нишаве. Махала је заправо настала око једног од два градска месџида, који је био саграђен пре 1498. године, а носила је име по мосту на Нишави.
Поред главне градске џамије, и Нишке тврђаве (која је постојала још од античких времена), мост на Нишави је представљао најзначајнији државни објекат у граду Нишу. Крајем 11. века помиње се као грађевина од камена, а у 15. и 16. веку био је изграђен од дрвета. Не зна се када је последњи камени мост пропао и када је замењен дрвеним. Почетком 17. века мост је опет постао камени, што потврђују наводи Аустоугараких освајача из 1690. године, које је по уласку и Ниш, највише привукао Мехмед-пашин камени мост, а и Евлија Челеби приликом свог пропутовања кроз Ниш.

### Преношење урбаног тежишта Ниша на леву обалу Нишаве
Преношење урбаног тежишта Ниша на леву обалу Нишаве и друге крупне развојне промене, укључујући и оне на простору данашњег Трга краља Милана, уследило је након Аустро-турског рата 1689—1690. године, када се крајем 16. и с почетка 19. века јавила потреба за ширење и стварање нових нишких махала на левој обали Нишаве у правцу раскрснице путева ка Истанбулу, Солуну, Призрену у чијем је средишту изграђена Хизир-бегова џамија. Ову џамију је у периоду од 1720 до 1722. године обновио румелијски валија и мухафиз Ниша Осман-паша и она се отада зове Пашина цамија, а пред ослобоћење Ниша само Паша-џамија. Ову богомољу Хизир-бег је поставио у само раскршће путева (на месту данашњег Споменика ослободиоцима Ниша на данашњем Тргу краља Милана). Истовремено уз раскршће и из правца нишавског моста формирала се постепено „Покривена чаршија” (касније названа Обреновићева улица) и махала, која се најпре звала Хизир-бегова (по џамији), а касније Таш-ћуприја мала (по каменом мосту), у којој се паралелно са њом према југоистику стварала улица Муфтијски сокак, данас позната као улица Наде Томић

## Историјат улице
Историја улице датира из османлијског периода, када је на једном од пољским путева, а вероватно и пре тога, постојао правац који је водио ка данашњем Чаиру. Полазећи од путне раскрснице на левој обали Нишаве на којој je  Хизир-бег поставио у самом раскршће путева (на месту данашњег Споменика ослободиоцима Ниша на  Тргу краља Милана), као пољски пут, уцртана је улица у такозваном „Италијанском плану" из 1719. године — као сокак у формирању. Нешто касни као пољски пут ова улица се види и на аустријским плановима-гравурама из 1737. године.
Улицу Наде Томић, као Муфтијски сокак, међу првима спомиње M. Ђ. Милићевић у својој књизи „Краљевини Србији". Исти сокак у тексту „Србија у ратовима" спомиње и Живан Живановић наводећи „да није до краја, ка цркви, пробијен и изведен" Муфтијин сокак.
 Осман-паша је за своје владавине у Покривеној чаршији и њеном окружењу, у бочним сокацима, укључујући и Муфтијски сокак, изградио 98 продавница.
Позиција сокака након ослобођења Ниша од Турака 1878 године уцртана је и у Винтеровом  „Пројекту за регулацију вароши Ниша" из 1878. године, из којег се види да се сокак пружа до јарка (данашње Улице Николе Пашића), где се губила у сплету сокака око данашњег Трга републике и Душанове улице. На темељу овг Винтеровог „Пројекта за регулацију", већ крајем 19. века Муфтијски сокак је исправљен и проширен, у данашњу праву трасу.
После пожара у јеврејској мали августа 1379. године (данашња Балканска и Руђера Бошковића улице), државни телеграф је из рабињереве куће (уништене у пожару) пресељен је у Муфтијски сокак, са његове десне стране гледано је према југу или данашњој улици Николе Пађића. Сокак је због тога, 1880. годне, прозван „Телеграфска улица”. 
На свечаној седници Одбора Општине Ниша, одржаној 11. септембра 1900. године, поред осталог донета је одлука о преименовању улица, па је тако Муфтијин сокак добио званични назив — Улица српске краљице Драге.
После пада династије Обреновић (1903), улица је још једном преименована, овога пута у — Улица Цара Николе. Тај назив носила је све до краја Другог светског рата. Међутим због смештаја нишке поште у њој у народу је била познатија и као „Поштанска улица”. 
После Другог светског рата 1945. године, у складу са комунистичким ставом о именима улица,  добила је име по првоборцу и организатору борбе у нишком крају — Нади Томић, стрељаној на Бубњу 1942. године.

## Улица данас
На почетку улице (гледано из правца улице Николе Пашића) са њенњ леве и десна стране су засађен је дрворед платана, који су данас станиште многобројних јатра птица, а од важнијих градских објеката саграђени су: највећи административну-услужни центар Градска општине Ниш, која се према северу наставља са неколико стамбених зграда све до улице Светозара Марковића где се завршава зградом Секретаријата унутрашњих послова у Нишу.
У улици осим, већ наведених и неколико већих стамбених зграда и приватних кућа, у којима су у приземљу смештени продајни и услужни простори, налазе се и зграда СПС, зграда ЈКП Медијана и неколико банака. 
Северни крак улице Наде Томић заврђава се на Тргу краља Милана, са два велика угаона грађевинска објекта десетоспратном стамбено пословном зградом и робном кућом „H&M”.